# Turkiet i Eurovision Song Contest 2011
Turkiet deltog i Eurovision Song Contest 2011 i Düsseldorf, Tyskland. Landet valde både sin artist och bidrag internt, vilket väljs av Türkiye Radyo ve Televizyon Kurumu (TRT).

## Internupplägget
Turkiet har de senaste åren valt sitt lands artist och bidrag via ett internt val, och det gjorde TRT även 2011. Detta gjordes trots att flera turkiska Eurovisionfans på hemsidan eurovisiondream.com lanserat ett upprop för att TRT ska hålla en nationell final istället för ett internt val.
TRT valde den 31 december 2010 sin artist, vilket blev rockbandet Yüksek Sadakat. Därefter gjorde bandet tre olika låtar av vilka TRT valde ut en låt, vilket blev "Live It Up".

## I Eurovision
Turkiet deltog i den första semifinalen men tog sig inte vidare. Detta var första gången som Turkiet inte gick vidare till final efter att nuvarande system introducerades 2004.

### Fotnoter
1. ↑  ”Arkiverade kopian”. Arkiverad från originalet den 5 juni 2010. https://web.archive.org/web/20100605033101/http://www.oikotimes.com/v2/index.php?file=articles&id=8288. Läst 31 maj 2010.
2. ↑  http://www.esctoday.com/news/read/16186
3. ↑  http://www.esctoday.com/news/read/16285